# Церква святого Миколая (Нагоряни)
Церква святого Миколая в Нагорянах — парафія і храм греко-католицької громади Товстенського деканату Бучацької єпархії Української греко-католицької церкви, пам'ятка архітектури місцевого значення (охоронний номер 1583/1) в селі Нагорянах Чортківського району Тернопільської области.

## Історія церкви
Перша згадка про парафію датується 1493 роком, коли вона належала до Київської православної митрополії. Муровану тричасну церкву зі старовинним шестиярусним іконостасом збудували у 1623 році. Дзвіниця також мурована в XVII столітті.
До 1946 року церква і парафія були греко-католицькими. У грудні 1989 року парафія знову стала греко-католицькою. Церкву наново освятив єпископ Павло Василик.
При парафії діють братства «Найсвятішого Серця Ісусового» та «Живої Вервиці».
На території села є фігури Матері Божої, Ісуса Христа, Святого Миколая та пам'ятні хрести парафіяльного значення.

## Парохи
- о. Юліан Свістель,
- о. Михайло Вітовський (1992—2003),
- о. Борис Стасюк (з 2003).